# 大坪农场
大坪农场是位于中国广东省揭阳市普宁市的國營農場，隶属于广东省农垦集团公司揭阳分公司（揭阳农垦局）。所在区域列为普宁市类似乡级单位。

## 行政区划
下辖以下地区：
梅星社区、石镜美村、凉亭村、桐树下村和大坪尾村。